# واقع اجتماعي
الواقع الاجتماعي (بالإنجليزية: Social reality)‏ مصطلح في علم الاجتماع يعني الواقع الاجتماعي الكائن أو القائم أو الحاصل ويتمثل بذلك الكل المتكامل الذي يتكون من عدة أبعاد نسقية أساسية هي: البعد البيئي أو الجغرافي والبعد البشري والبعد الحضاري والبعد الثقافي وأخيراً البعد التفاعلي التنظيمي، وجميعها تتجسد بصورة مترابطة ومتكاملة في ضوء تجليات الوعي الاجتماعـي (الذاتي والموضوعي) سواء على مستوى الأشخاص أو الجماعات أو المجتمعات المحلية، أو على مستوى المجتمع ككل وتنظيماته المختلفة.
يختلف الواقع الاجتماعي  عن الواقع البيولوجي أو الواقع المعرفي الفردي، حيث يمثل مستوى ظاهريًا تم إنشاؤه من خلال التفاعل الاجتماعي وبالتالي يتجاوز الدوافع والأفعال الفردية. نتاج الحوار البشري، يمكن اعتبار الواقع الاجتماعي على أنه يتكون من المبادئ الاجتماعية المقبولة للمجتمع، بما في ذلك قوانين مستقرة نسبيًا والتصورات الاجتماعية. ستصف البنائية الراديكالية بحذر الواقع الاجتماعي على أنه نتاج التوحيد بين المراقبين (سواء تم تضمين المراقب الحالي نفسه أم لا).

## شوتز ودوركهايم وسبنسر
تمت معالجة مشكلة الواقع الاجتماعي بشكل شامل من قبل الفلاسفة في التقليد الفينومينولوجي، ولا سيما ألفريد شوتز، الذي استخدم مصطلح «العالم الاجتماعي» للإشارة إلى هذا المستوى المتميز من الواقع. في العالم الاجتماعي، ميز شوتز بين الواقع الاجتماعي الذي يمكن تجربته بشكل مباشر (umwelt) والواقع الاجتماعي وراء الأفق المباشر، والذي يمكن تجربته حتى الآن إذا تم السعي وراءه. في أعقابه، استكشف المنهج العرقي البنية غير المفصلية لكفاءتنا اليومية وقدرتنا مع الواقع الاجتماعي.
في السابق، تم تناول هذا الموضوع في علم الاجتماع بالإضافة إلى التخصصات الأخرى. على سبيل المثال، شدد إميل دوركهايم على الطبيعة المميزة لـ «المملكة الاجتماعية. هنا أكثر من أي مكان آخر، الفكرة هي الحقيقة». صاغ هربرت سبنسر مصطلح العضوية الفائقة لتمييز المستوى الاجتماعي للواقع فوق المستوى البيولوجي والنفسي.

## سيرل
استخدم جون سيرل نظرية أفعال الكلام لاستكشاف طبيعة الواقع الاجتماعي / المؤسسي، وذلك لوصف مثل هذه الجوانب من الواقع الاجتماعي التي يمثلها تحت عناوين "الزواج، والملكية، والتوظيف، والفصل، والحرب، والثورات، وحفلات الكوكتيل" والحكومات والاجتماعات والنقابات والبرلمانات والشركات والقوانين والمطاعم والإجازات والمحامين والأساتذة والأطباء وفرسان العصور الوسطى والضرائب، على سبيل المثال ".
جادل سيرل بأن مثل هذه الحقائق المؤسسية تتفاعل مع بعضها البعض فيما أسماه «العلاقات المنهجية (مثل الحكومات والزيجات والشركات والجامعات والجيوش والكنائس)»  لخلق واقع اجتماعي متعدد الطبقات.
بالنسبة لسيرل، كانت اللغة هي المفتاح لتشكيل الواقع الاجتماعي لأن «اللغة مصممة بدقة لتكون فئة ذاتية التعريف للحقائق المؤسسية»؛ أي، نظام من الرموز المقبولة علنًا وعلى نطاق واسع والتي «تستمر عبر الزمن بغض النظر عن دوافع وميول المشاركين».

## موضوعي / شخصي
هناك جدل في النظرية الاجتماعية حول ما إذا كان الواقع الاجتماعي موجودًا بشكل مستقل عن مشاركة الناس فيه، أو ما إذا كان (كما هو الحال في البناء الاجتماعي) يتم إنشاؤه فقط من خلال العملية البشرية للتفاعل المستمر.
دافع بيتر ل. بيرجر عن اهتمام جديد بالعملية الأساسية للبناء الاجتماعي للواقع. صرح بيرغر أن البناء الاجتماعي للواقع كان عملية تتكون من ثلاث خطوات: التخارج، والموضوعية والاستيعاب. بطريقة مماثلة، يؤكد أتباع ما بعد سارتر مثل RD Laing أنه «بمجرد مشاركة بعض الهياكل الأساسية للتجربة، يصبحون من ذوي الخبرة ككيانات موضوعية... يأخذون قوة وشخصية الحقائق المستقلة الجزئية، بطريقتهم الخاصة من الحياة». ومع ذلك، في الوقت نفسه، أصر لينغ على أن مثل هذا التجمع الحقيقي اجتماعيًا «لا يمكن أن يكون سوى تعدد وجهات نظر وأفعال أعضائه... يصبح التعدد المُركَّب منتشرًا في كل مكان ويستمر في الزمان».
قد يبدو وجود واقع اجتماعي مستقل عن الأفراد أو البيئة متناقضًا مع وجهات نظر علم النفس الإدراكي، بما في ذلك آراء JJ Gibson، وتلك الخاصة بمعظم نظريات الاقتصاد البيئي. 
يجادل العلماء مثل جون سيرل من ناحية أخرى بأن «الواقع المبني اجتماعياً يفترض مسبقًا واقعًا مستقلاً عن جميع التركيبات الاجتماعية». في الوقت نفسه، يوافق على أن الحقائق الاجتماعية مخلوقة بشكل إنساني، وأن «سر فهم الوجود المستمر للحقائق المؤسسية هو ببساطة أن الأفراد المعنيين مباشرة وعدد كافٍ من أفراد المجتمعات ذات الصلة يجب أن يستمروا في الاعتراف والقبول وجود مثل هذه الحقائق».

## التنشئة الاجتماعية ورأس المال الآخر
رأى فرويد تحريض الطفل في الواقع الاجتماعي متماسكًا مع مرور عقدة أوديب واستيعاب الوالدين: «نفس الشخصيات التي تواصل العمل في الأنا الفائقة كالوكالة التي نعرفها كضمير... تنتمي أيضًا إلى العالم الخارجي الحقيقي. ومن هناك تم سحبهم. كانت قوتهم، التي تكمن وراءها جميع تأثيرات الماضي والتقاليد، واحدة من أقوى مظاهر الواقع».
أوضح لاكان هذه النقطة من خلال التأكيد على أن هذه كانت «لحظة مهمة للغاية في انتقال السلطات من الذات إلى الآخر، ما أسميه» الآخر الرأسمالي... مجال الآخر - والذي، بالمعنى الدقيق للكلمة، هو عقدة أوديب " ". اعتبر لاكان أن «عقدة أوديب... تفرض مملكة الثقافة على مملكة الطبيعة»،  وبذلك تدخل الطفل في الترتيب الرمزي.
ضمن هذا الترتيب، يعتبر اللاكان أن «المؤسسات، كممارسات دلالة، هي هياكل أكثر شمولاً مما تسمح به المفاهيم الرومانسية، وبالتالي فهي تورطنا بطرق لا تستطيع التعريفات الضيقة التعرف عليها... تتجاوز أي نية أو تأثير بين الذات». بطريقة مماثلة، يؤكد سيرل أن «القوة المؤسسية - الهائلة، المنتشرة، وغير المرئية عادةً - تتخلل كل زاوية وركن في حياتنا الاجتماعية... الهيكل غير المرئي للواقع الاجتماعي».

## قياس الثقة
إذا قبل المرء صحة فكرة الواقع الاجتماعي، علميًا، فيجب أن تكون قابلة للقياس، وهو أمر تم استكشافه بشكل خاص فيما يتعلق بالثقة. «الثقة... جزء من رأس المال الاجتماعي للمجتمع، كما يجادل فرانسيس فوكوياما، ولها جذور تاريخية وثقافية عميقة».
عادة ما تسمى نظريات قياس الثقة في المجتمع الاجتماعي نظريات رأس المال الاجتماعي، للتأكيد على الارتباط بالاقتصاد، والقدرة على قياس المخرجات بنفس الشعور.

## الدعاية
أحد جوانب الواقع الاجتماعي هو مبدأ «الكذبة الكبرى»، التي تنص على أن الكذب المشين أسهل في إقناع الناس من الحقيقة الأقل فظاعة. تظهر العديد من الأمثلة من السياسة واللاهوت (على سبيل المثال، الادعاء بأن الإمبراطور الروماني كان في الواقع «إلهًا») أن هذا المبدأ كان معروفًا من قبل دعاة فعالين منذ العصور الأولى.

## مفهوم الواقع

### لغة
قال في القاموس المحيط: وقَعَ يَقَعُ، بفتحِهِما، وُقُوعاً: سَقَطَ، ووقع القولُ عليهم: وجَبَ، ووقع الحَقُّ: ثَبَتَ، ووقع رَبيعٌ بالأرْضِ: حَصَلَ.، وقال شائم الهمزاني: إن مفهوم الواقع قد جاء في معاجم اللغـة العربية بمعنى: الحاصل والكائن والقائـم وعلى الاستقبال، لَواقع: لحاصل، لكائن، جمعه: وُقَّع، وقائع، وقوعٌ. وفي الفلسفة: ما حدث ووجد. أما في القرآن الكريم فقد ورد لفظ «واقع» بمعني: قائم، وكائن، ومتحقق، وثابت أو حاصل لا محالة كقول الله تعالى: ﴿إن عذاب ربك لواقع ﴾، وقوله سبحانه ﴿وإن الدين لواقع﴾، قال البغوي:(لواقع) لكائن.

### اصطلاحا
وأمَّا «الواقع» اصطلاحا فتعرفه جميلة بـ: ما يحيط بالإنسان والجماعة من حال ومجال وعصر، ويؤثِّر فيهما على سبيل التشكيل الراهن ضمن زَمَن مُتَحَرِّك، و«الواقع» بذلك: هو حال الإنسان والجماعة بما يحملانه من قِيَمٍ وأفكار، وطبائع وخصائص وسمات، ضمن مجالات يحياها كلٌّ منهما ويعيشانها، من اقتصاديَّة، وسياسيَّة، واجتماعيَّة، وثقافيَّة، وَفْق المرحلة التاريخيَّة العامَّة التي تَمُر بها المجتمعات بسماتها المختلفة، وهو ما نطلق عليه العصر، والحال والمجال والعصر معيش من قبل الإنسان والجماعة في زمن ممتد متحول، والواقع بذلك ليس إلا معاصَرة الحال والمجال، وتشكلهما في صيرورة الزمن المعاش.

## مفهوم الواقع الاجتماعي
- أولاً: مفهوم المجتمع: يعرّف بأنه «مجموع العلاقات الاجتماعية بين الناس أو هو كل جمع للكائنات الإنسانية من الجنسين ومن المستويات العمرية يرتبطون معا داخل جماعة اجتماعية لها كيان ذاتي ولها نظامها وثقافتها المتميزة»[29]، كما عرفه مالك بن نبي «هو الجماعة التي تغير دائما خصائصها الاجتماعيــة بإنتاج وسائل التغيير، مع علمهــا بالهدف الذي تسعـــى إليه وراء هـــذا التغير فالمجتمع تبعا لهذا هو ليس مجرد مجموعة من الأفراد بل هو تنظيم معين ذو طابع إنساني يتم طبقا لنظلم معين»[30]
- ثانياً: مفهوم الواقع الاجتماعي: من خلال تعريف المجتمع فإن مفهوم الواقع الاجتماعي يقترب منه (يحتاج إلى توسع).

## الأبعاد الأساسية للواقع الاجتماعي
يذكر الشهراني أن الواقع الاجتماعي لأي مجتمع من المجتمعات يتألف من عدة أبعاد أساسية هي:
1. البعد البيئي أو الجغرافي.
2. البعد البشري.
3. البعد الحضاري.
4. البعد الثقافي.
5. البعد لتفاعلي التنظيمي.[31]

## الواقع الاجتماعي والواقع السوسيولوجي
البـاحث في علـــم الاجتماع عموما والمبتدئ خصوصا يخلط بين ما يطلق عليه اسم الواقع الاجتماعي والواقع السوسيولوجي في العلوم الاجتماعية:
- فالواقع الاجتماعي " هو الذي ينشأ عن فكرة أو تصور مسبق (نظن أن الظاهرة قائمة على الشكل –أ- وليس على الشكل – ج – مثلا دونما التأكد من واقع هذه الفكرة ميدانيا) فالواقع الاجتماعي هو في الحقيقة ما نتصور غريزيا فهو الواقع حين يكون ذلك صورة الواقع ذهنيا.[32]
- أما الواقع السوسيولوجي: هو الواقع الذي تم قياسه واختباره بواسطة تقنيات سوسيولوجية متفق عليها.[33]

## روابط خارجية
- مقدمة في علم اجتماع دوركهايم: الحقائق الاجتماعية.